# Jawad El Yamiq
Jawad El Yamiq (àrab: جواد الياميق, Jawwād al-Yāmīq; nascut el 29 de febrer de 1992) és un futbolista professional marroquí que juga com a central a l'Al-Wehda. Va començar la seva carrera professional jugant a l'Olympique Club de Khouribga.

## Carrera de club
Jawad va néixer el 29 de juliol de 1992 al Marroc, concretament a la ciutat de Wadi Zem. Més tard es va incorporar al centre d'entrenament de l'equip Olympique Khouribga i va jugar al Campionat Nacional del Marroc, on era conegut per la seva força defensiva i duresa física.

### Olympique Khouribga
Als dinou anys, el jove defensa va jugar el seu primer partit amb la samarreta verda de l'equip l'any 2011, on es va distingir per la seva gran estatura, que li va permetre aturar els seus contrincants per una banda i rematar de cap els córners o tirs lliures directes a l'altra.
La temporada 2014-15 va ser especial per a Jawad i els seus companys de l'equip de l'Olympique Khouribga, ja que van poder acabar com a subcampions de lliga en aquella edició, en la qual va el campió fou el Wydad. El 2015, Jawad va guanyar la Copa del Tron del Marroc quan el seu equip va derrotar el FUS Rabat a la final.
El 29 de novembre de 2015, Jawad va signar un contracte amb el Raja Sports Club per dues temporades completes, i va participar amb l'equip Phosphate a la Lliga de Campions d'Àfrica 2016, on va ser eliminat per l'equip tunisià Etoile Sportive du Sahel.

### Raja Casablanca
Després de 5 amb l'Olympique Khouribga, Jawad va decidir abandonar aquest últim a la recerca d'una nova experiència amb un nou equip, i va ser requerit per molts clubs, potser els més destacats eren el Wydad, el Raja i l'ASFAR.
L'estiu del 2016, Jawad, aleshores, de 25 anys, va signar un contracte amb Raja Casablanca per quatre anys complets. Ràpidament va aconseguir la titularitat l'equip, on normalment formava la línia defensiva amb Badr Benoun i el defensa internacional Mohamed Oulhaj, i gràcies a les seves bones actuacions, va poder imposar-se com a successor d'Olhaj. Va marcar el seu primer gol amb l'equip en una victòria per 5-1 contra el Chabab Atlas Khénifra.
Va guanyar la Copa del Tron de 2017 contra el Difaâ Hassani El Jadidi.

### Europa
El 28 de gener de 2018, Jawad va signar amb l'equip italià Genoa. Va ser cedit al Perugia Calcio de la Sèrie B. El 29 de gener de 2020 es va incorporar al Saragossa cedit fins al final de la temporada 2019-20. Va fer la seva primera aparició amb l'equip contra el Cadis.
El 24 de setembre de 2020 va signar un contracte de quatre anys amb el Real Valladolid. Va debutar contra el Reial Madrid. El 31 de novembre de 2021, El Yamiq va marcar el seu primer gol amb el club en una victòria per 2-0 contra l'SD Eibar.

### Al Wehda
El 15 d'agost de 2023, després del descens del Valladolid, El Yamiq es va traslladar al club de la Lliga Professional Saudita Al-Wehda.

## Carrera internacional

### Campionat Africà de Nacions 2018
El Yamiq va representar el Marroc al Campionat de les Nacions Africanes de 2018, ajudant al seu país a aconseguir el primer títol per al Marroc.
El 10 de novembre de 2022, va ser inclòs a la llista de 26 jugadors del Marroc per a la Copa Mundial de la FIFA 2022 a Qatar. El Yamiq va ser notícia després de ser vist celebrant la victòria del Marroc per 2–1 contra el Canadà aixecant la bandera palestina.

## Palmarès
Olympique Khouribga
- Coupe du Trône: 2015

Raja Casablanca
- Coupe du Trône: 2017

Marroc
- Campionat de Nacions Africanes: 2018